# L'Équipe d'Estelle
L'Équipe d'Estelle est une émission sportive quotidienne diffusée sur la chaîne de télévision L'Équipe du 28 août 2017 au 12 juillet 2021, du lundi au vendredi à 17 h 30 jusqu’à 19 h 45. Elle est présentée (principalement) par Estelle Denis.

## Histoire
L'émission prend la place de L'Équipe type animé par Jean-Christophe Drouet et qui existait depuis 2014.
L'émission est arrêtée le 12 juillet 2021 en raison du départ d'Estelle Denis sur la chaîne RMC Story pour y présenter une émission similaire mais sur l'actualité nommée Estelle Midi.
Depuis le 23 août 2021, l'émission est reprogrammé sous le nom de L'Équipe de Greg et présentée par Grégory Ascher.

## Concept et rubriques
L'émission traite de l'actualité du football et d'autres sports en moindre mesure. Environ cinq sujets sont abordés dans des débats entre les chroniqueurs auquel s'ajoutent plusieurs rubriques dont La petite lucarne : Pierre-Antoine Damecour revient avec humour sur l'actualité et déniche les vidéos les plus insolites du Net en lien avec le sport. En best-of le vendredi.

## Participants
Ci-dessous les noms des chroniqueurs ou consultants participants ou ayant participé aux émissions quotidiennes :
- Grégory Ascher animateur sur RTL2[4]
- Guillaume Dufy, journaliste à L'Équipe[4]
- Carine Galli, journaliste à L'Équipe, M6 et W9[4]
- Florian Gazan, chroniqueur humour[4]
- Raphaël Sebaoun, chroniqueur statistiques[4]
- Julien Aliane, chroniqueur statistiques
- Pierre-Antoine Damecour, chroniqueur humour
- Yoann Riou, journaliste à L'Équipe
- Bertrand Latour, journaliste à RTL
- Vincent Duluc, journaliste à L'Équipe
- Raymond Domenech, ancien joueur et entraîneur
- Melisande Gomez, journaliste à L'Équipe
- Nabil Djellit, journaliste à France Football
- Dave Appadoo, journaliste à France Football
- Karim Nedjari, éditorialiste du groupe Élephant
- Hervé Penot, journaliste à L'Équipe
- Sébastien Tarrago, journaliste à L'Équipe
- Éric Silvestro, journaliste à RTL
- Pierre Bouby, ancien joueur, community manager de l'US Orléans
- Olivier Rouyer, ancien joueur
- Dominique Grimault, journaliste
- Anthony Clément, journaliste à L'Équipe
- Béric Pierre-Louis, chroniqueur humour
- Pierre Maturana, journaliste à So Foot
- Vikash Dhorasoo, ancien joueur (depuis 2018)[5]
- Jérôme Alonzo, ancien joueur (gardien de but)
- Arnaud Tulipier, journaliste à France Football
- Arnaud Hermant, journaliste à L'Équipe
- Candice Rolland, journaliste à L'Équipe, chroniqueuse statistiques
- Jenny Demay, youtubeuse chaîne Top Chrono Ligue 1 (depuis 2019)
- Ludovic Obraniak, ancien joueur franco-polonais (depuis 2020)
- Thibaud Vézirian, chroniqueur (depuis 2020)

### Anciens chroniqueurs
- Guy Carlier[6]
- Camille Maccali
- Ambre Godillon
- Arnaud Tsamere[6]
- Bernard Mendy[4]
- Stéphane Pauwels
- Gérard Davet
- Érik Bielderman
- Bruno Salomon
- Bernard Lions
- Étienne Moatti
- Pierre Nigay

### Invités
- Adil Rami (28 août 2017)
- Teddy Riner, Clarisse Agbegnenou et Hélène Receveaux (5 septembre 2017)
- Pierre Ménès (13 septembre 2017)[7]
- Grégoire Margotton (5 octobre 2017)
- Tarek Boudali et Martin Fourcade (24 octobre 2017)
- Julien Courbet (3 novembre 2017)
- Sébastien Ogier (6 novembre 2017)
- Teddy Riner (14 novembre 2017)
- Philippe Vandel (16 novembre 2017)
- Baptiste Lecaplain (20 novembre 2017)
- David Ginola (30 novembre 2017)
- Vikash Dhorasoo (6 décembre 2017)
- Jean-Michel Aulas (25 janvier 2018 / 100e émission)[8]
- Frank Ntilikina (2 mai 2018)

## Audiences
L'émission a réuni en moyenne, durant la première partie de saison 2017-2018, 210 000 téléspectateurs (1,5 % de PDA) du lundi au vendredi, entre 17h45 et 19h45, ce qui représente une augmentation de 75 % pour les audiences de cette case.
| Émission | Jour                      | Audience moyenne          | Audience moyenne | Réf.   |
| Émission | Jour                      | Nombre de téléspectateurs | PDM              | Réf.   |
| -------- | ------------------------- | ------------------------- | ---------------- | ------ |
| 1        | Lundi 28 août 2017        | 270 000                   | 2,2 %            | [ 9 ]  |
| 2        | Mardi 29 août 2017        | 270 000                   | 2,3 %            | [ 10 ] |
| 3        | Mercredi 30 août 2017     | 315 000                   | 1,8 %            | [ 10 ] |
| 4        | Jeudi 31 août 2017        | 377 000                   | ?                | [ 11 ] |
| 11       | Lundi 11 septembre 2017   | 180 000                   | 1,4 %            | [ 12 ] |
| 12       | Mardi 12 septembre 2017   | 180 000                   | 1,3 %            | [ 12 ] |
| ?        | Mardi 14 novembre 2017    | 245 000                   | ?                | [ 13 ] |
| ?        | Lundi 22 janvier 2018     | 300 000                   | 2,0 %            | [ 14 ] |
| ?        | Mardi 8 mai 2018          | 314 000                   | ?                | [ 15 ] |
| ?        | Mercredi 13 juin 2018     | 377 000                   | 2,8 %            | [ 16 ] |
| ?        | Dimanche 17 juin 2018     | 390 000                   | ?                | [ 17 ] |
| ?        | Mercredi 27 juin 2018     | 543 000                   | ?                | [ 17 ] |
| ?        | Dimanche 1er juillet 2018 | 646 000                   | 4,4 %            | [ 18 ] |